# The Honourable Woman
The Honourable Woman är en brittisk spionthrillerserie för TV från 2014 skapad av Hugo Blick. Serien hade premiär 3 juli 2014 på BBC Two och på amerikanska kanalen SundanceTV 31 juli samma år. I Sverige hade serien premiär den 14 april 2015.
Vid Golden Globe-galan 2015 prisades Gyllenhaal i kategorin Bästa kvinnliga huvudroll i en miniserie för rollen som Nessa Stein.

## Handling
Maggie Gyllenhaal spelar i serien huvudrollen som affärskvinnan Nessa Stein som är dotter till en mördad israelisk vapenhandlare. 29 år efter faderns död börjar hon arbeta för fred och för att driva sin fars företag vidare, nu med inriktning på kommunikation mellan Israel och Palestina. Per automatik dras hon in i oroligheterna mellan länderna. Den palestinska affärsmannen Samir Meshal blir funnen död precis när en affärsuppgörelse ska tecknas med Nessa Steins företag. Enligt olika källor rör det sig om ett självmord.

## Avsnitt
- Del 1: The Empty Chair
- Del 2: The Unfaithful Husband
- Del 3: The Killing Call
- Del 4: The Ribbon Cutter
- Del 5: Two Hearts
- Del 6: The Mother Line
- Del 7: The Hollow Wall
- Del 8: The Paring Knife

## Rollista
- Maggie Gyllenhaal – Nessa Stein
- Andrew Buchan – Ephra Stein
- Stephen Rea – Sir Hugh Hayden-Hoyle
- Lubna Azabal – Atika Halibi
- Janet McTeer – Dame Julia Walsh
- Katherine Parkinson – Rachel Stein
- Tobias Menzies – Nathaniel Bloom
- Eve Best – Monica Chatwin
- Yigal Naor – Shlomo Zahary
- Genevieve O'Reilly – Frances Pirsig
- Lindsay Duncan – Anjelica, Lady Hayden-Hoyle